# Short track ai XVII Giochi olimpici invernali
Ai XVII Giochi olimpici invernali del 1994 a Lillehammer (Norvegia), vennero assegnate medaglie in sei specialità dello short track.

## Risultati

### Short track maschile

#### 500 m
| Posizione | Atleta           | Nazione       | Tempo |
| --------- | ---------------- | ------------- | ----- |
| 1         | Chae Ji-hoon     | Corea del Sud | 43,45 |
| 2         | Mirko Vuillermin | Italia        | 43,47 |
| 3         | Nicholas Gooch   | Regno Unito   | 43,68 |

#### 1000 m
| Posizione | Atleta       | Nazione       | Tempo   |
| --------- | ------------ | ------------- | ------- |
| 1         | Kim Gi-hun   | Corea del Sud | 1:34,57 |
| 2         | Chae Ji-Hoon | Corea del Sud | 1:34,92 |
| 3         | Marc Gagnon  | Canada        | 1:33,03 |

#### Staffetta  5000 m
| Posizione | Nazione     | Atleti                                                                      | Tempo   |
| --------- | ----------- | --------------------------------------------------------------------------- | ------- |
| 1         | Italia      | Maurizio Carnino Diego Cattani Orazio Fagone Hugo Herrnhof Mirko Vuillermin | 7:11,74 |
| 2         | Stati Uniti | Randall Bartz John Coyle Eric Flaim Andrew Gabel                            | 7:13,37 |
| 3         | Australia   | Steven Bradbury Kieran Hansen Andrew Murtha Richard Nizielski               | 7:13,68 |

### Short track femminile

#### 500 m
| Posizione | Atleta       | Nazione     | Tempo |
| --------- | ------------ | ----------- | ----- |
| 1         | Cathy Turner | Stati Uniti | 45,98 |
| 2         | Zhang Yanmei | Cina        | 46,44 |
| 3         | Amy Peterson | Stati Uniti | 46,76 |

#### 1000 m
| Posizione | Atleta           | Nazione       | Tempo   |
| --------- | ---------------- | ------------- | ------- |
| 1         | Chun Lee-Kyung   | Corea del Sud | 1:36,87 |
| 2         | Nathalie Lambert | Canada        | 1:36,97 |
| 3         | Kim So-hui       | Corea del Sud | 1:37,09 |

#### Staffetta 3000 m
| Posizione | Nazione       | Atlete                                                             | Tempo   |
| --------- | ------------- | ------------------------------------------------------------------ | ------- |
| 1         | Corea del Sud | Chun Lee-Kyung Kim So-hui Kim Yun-mi Won Hye-gyeong                | 4:26,64 |
| 2         | Canada        | Christine Boudrias Isabelle Charest Sylvie Daigle Nathalie Lambert | 4:32,04 |
| 3         | Stati Uniti   | Karen Cashman Amy Peterson Cathy Turner Nikki Ziegelmeyer          | 4:39,34 |

## Medagliere per nazioni
| Pos.   | Paese         | Oro | Argento | Bronzo | Totale |
| ------ | ------------- | --- | ------- | ------ | ------ |
| 1      | Corea del Sud | 4   | 1       | 1      | 6      |
| 2      | Stati Uniti   | 1   | 1       | 2      | 4      |
| 3      | Italia        | 1   | 1       | 0      | 2      |
| 4      | Canada        | 0   | 2       | 1      | 3      |
| 5      | Cina          | 0   | 1       | 0      | 1      |
| 6      | Australia     | 0   | 0       | 1      | 1      |
| 6      | Regno Unito   | 0   | 0       | 1      | 1      |
| Totale | Totale        | 6   | 6       | 6      | 18     |